# Woord van Geloof
Woord van Geloof is een leer binnen de pinkster- en charismatische beweging. De centrale doctrine is dat gezondheid en voorspoed beloofd zijn aan alle gelovigen, en beschikbaar zijn door geloof. 

## Geschiedenis
De wortels van de Woord van Geloof-leer liggen bij E.W Kenyon (1868-1948), een Amerikaanse Bijbelleraar. Kenyon heeft achttien boeken geschreven die de basis vormen van de Woord van Geloof-theologie. Hij heeft een aantal uitspraken geïntroduceerd die nog steeds gehoord worden binnen de beweging, waaronder: "What I confess, I possess."
Kenneth Hagin (1917-2003) uit Tulsa, Oklahoma is sterk beïnvloed door de leer van Kenyon. Aan Hagin wordt vaak gerefereerd als de 'vader' van de moderne Woord van Geloof-beweging. Hij nam van Kenyon een viervoudig gebed over om Gods beloften te ontvangen: "Zeg het, doe het, ontvang het, vertel het." Andere sprekers in Tusla werden gementord door 'Papa' Hagin en begonnen dezelfde doctrines te verkondigen. De meest prominente daarvan is Kenneth Copeland.

## Leer

### Genezing
De Woord van Geloof-beweging leert dat fysieke genezing onderdeel is van Christus' verzoening en daarom beschikbaar is in het hier en nu voor allen die geloven. Om deze doctrine te onderbouwen wordt vaak Jesaja 53:5 geciteerd: "Door zijn striemen zijn wij genezen". Ook wordt verwezen naar de genezingen van Jezus, met name Matteüs 8:17 waar staat dat hij de zieken genas "opdat in vervulling ging wat gezegd was door de profeet Jesaja: "Hij was het die onze ziekten wegnam en onze kwalen op zich heeft genomen".
Omdat Jesaja in de tegenwoordige tijd spreekt ("wij zijn genezen") leren veel sprekers dat gelovigen voorbij moeten kijken aan de symptomen van hun ziekte en moeten belijden dat zij al genezen zijn. Volgens hen is ziekte een poging van Satan om gelovigen te beroven van hun recht op totale genezing.
De meeste sprekers gaan niet zover door te stellen dat men moet stoppen met medicijnen, al zijn ze er wel. Volgens hen is het dan belangrijk om te geloven dat medicijnen niet langer nodig zijn.

### Kleine goden
De Woord van Geloof-leiders zijn ervan beschuldigd dat zij leren dat de gelovigen 'kleine goden' zijn. Kenneth Hagin schreef dat God "ons van dezelfde soort als Zichzelf heeft gemaakt en dat gelovigen 'Christus' genoemd worden omdat dat is wie we zijn. Wij zijn Christus." Volgens hem wordt een christen wanneer hij 'opnieuw geboren' wordt een 'een incarnatie van Jezus van Nazareth'. Kenneth Copeland zegt dat 'we God niet in ons hebben, maar dat we God zijn'. Een veelvoorkomende uitspraak binnen de beweging is dat God de mens heeft gemaakt als een "exact duplicaat van God".

### Voorspoed
Volgens de Woord van Geloof-theologie behoort financiële rijkdom ook bij de verzoening. Dit wordt onder andere gebaseerd op de woorden van de apostel Paulus: "Hij was rijk, maar is omwille van u arm geworden opdat u door zijn armoede rijk zou worden." (2 Korintiërs 8:9) Critici beweren dat Paulus hier spreekt over geestelijke rijkdom en niet over materiële rijkdom, hoewel dat niet op basis van de Griekse grondtekst is aan te tonen.
Vaak wordt geleerd dat Jezus en de apostelen rijk waren, en dat gelovigen dezelfde financiële zegen zouden mogen verwachten. Aanhangers van deze leer, zoals Kenneth Copeland, geven aan dat het voorspoedsevangelie is gelegaliseerd door de leer van de apostel Johannes: "Geliefde broeder, ik hoop dat het u in alle opzichten goed gaat en dat u gezond bent. (3 Johannes 1:2a). Critici geven aan dat deze interpretatie van Johannes niet in lijn is met de leer van het Nieuwe Testament.

### Geloof en belijden
In de Woord van Geloof-leer is het belijden een centraal element. Deze doctrine staat ook wel bekend als het 'positieve belijden'. Leraren uit de beweging, zoals Hagin en Charles Capps, geven aan dat God het universum heeft geschapen door het gesproken woord, en dat mensen dezelfde kracht beschikken door dingen te scheppen door het gesproken woord. Door een positieve belijdenis af te leggen (bijvoorbeeld door een Bijbeltekst te citeren) kunnen dingen gebeuren. Geloof is dus ook een kracht.
Aan de andere kant kunnen negatieve belijdenissen leiden tot negatieve gevaren. Daarom moeten gelovigen uitkijken met wat ze zeggen. Dit wordt vaak gebaseerd om een letterlijke interpretatie van Spreuken 18:21: "Woorden hebben macht over leven en dood, wie zijn tong koestert, plukt daar de vruchten van".

### Geestelijke dood
Dit is de leer dat Jezus zowel fysiek als geestelijk moest sterven als verzoening voor onze zonde. De consequentie van die ‘geestelijke dood’ is dat de Woord van Geloof-beweging leert dat Jezus opnieuw geboren moest worden, net als elke zondaar. Hoewel het duidelijk is dat Jezus zelf nooit een zondaar is geweest, werd hij wel ‘verlaten door God’, net alsof hij elke zonde in de menselijke geschiedenis had gepleegd. E.W. Kenyon was de eerste die dit beweerde, maar werd later door veel van zijn volgelingen, waaronder Hagin en Copeland, nagesproken.

## Kritiek
Een van de eerste critici van de leer van de beweging was Charles Farah, hoogleraar aan de Oral Roberts University, die in 1979 al een boek publiceerde onder de titel Pinnacle of the Temple. Daarin spreekt Farah zijn desillusie uit, omdat de beweging vooral uitgaat van allerlei vooronderstellingen.
In hetzelfde jaar schreef Gordon Fee, een Bijbelgeleerde met een pinksterachtergrond, een serie artikelen waarin hij zowel de genezings- als de voorspoedsbeweging afwees. In 1982 stelde een van Farahs studenten, Daniel Ray McConnel, dat Hagin plagiaat had gepleegd ten opzichte van Kenyon en dat er sprake was van een ketterij. McConnel ging hier dieper op in in zijn boek A Different Gospel in 1988.
In 1993 beschuldigde Hank Hanegraaff in Christianity in Crisis de Woord van Geloof-beweging van ketterij, en het introduceren van allerlei cults binnen de kerk. Volgens hem degradeerden de leiders God en Jezus en zetten zij de mens en Satan juist op een verhoging.
Andere critici, zoals Norman Gleiser en Dave Hunt hebben gesteld dat Woord van Geloof-beweging handelt in tegenspraak met de Bijbel. Ook veroordelen zij de voorspoedsleer door er op te wijzen dat de Bijbel het bezit van veel geld en goederen afwijst.

## Woord van Geloof in Nederland
In Nederland zijn in (sommige) charismatische- en pinksterkringen ook bepaalde elementen te zien van de leer van de beweging. Met name het voorspoedsevangelie en het positief belijden zijn zaken die in Nederland voorkomen. Dit gebeurt al dan niet door directe invloed van buitenlandse sprekers. Voorbeelden van kringen waar dit voorkomt is de organisatie TRIN uit Harderwijk en de charismatische conferentie Eurospirit.
In april 2007 ontstond een discussie in christelijk Nederland naar aanleiding van een artikel van het jongerenblad X[ist] in Christ over pastor Joseph Prince, een voorganger uit Singapore, die vooral veel invloed heeft op de Jong en Vrij-beweging.